# Brasil Tennis Cup 2015 - Qualificazioni singolare
Le qualificazioni del singolare femminile della Brasil Tennis Cup 2015 sono state un torneo di tennis preliminare per accedere alla fase finale della manifestazione. Le vincitrici dell'ultimo turno sono entrate di diritto nel tabellone principale. In caso di ritiro di una o più giocatrici aventi diritto a queste sono subentrati le lucky loser, ossia le giocatrici che hanno perso nell'ultimo turno ma che avevano una classifica più alta rispetto alle altre partecipanti che avevano comunque perso nel turno finale.

## Teste di serie
Le prime tre teste di serie hanno ricevuto un bye per l'ultimo turno
1. Laura Pous Tió (qualificata)
2. Cindy Burger (qualificata)
3. Anastasija Pivovarova (qualificata)
4. Quirine Lemoine (qualificata)
5. Susanne Celik (qualificata)
6. Andrea Gámiz (qualificata)

1. Elena Bogdan (ultimo turno)
2. Gaia Sanesi (ultimo turno)
3. Laura Pigossi (ultimo turno)
4. Nicole Melichar (ultimo turno)
5. Ingrid Gamarra Martins (ultimo turno)
6. Amanda Andrade Silva (primo turno)

## Qualificate
1. Laura Pous Tió
2. Cindy Burger
3. Anastasija Pivovarova

1. Quirine Lemoine
2. Susanne Celik
3. Andrea Gámiz

## Tabellone

### Legenda
| - Q = Qualificato - WC = Wild card - LL = Lucky loser | - ALT = Alternate - SE = Special Exempt - PR = Protected Ranking | - w/o = Walkover - r = Ritirato - d = Squalificato |

### Sezione 1
|  | Primo turno | Primo turno           | Primo turno | Primo turno | Primo turno |  |  | Ultimo turno | Ultimo turno          | Ultimo turno          | Ultimo turno | Ultimo turno |  |
|  |             |                       |             |             |             |  |  |              |                       |                       |              |              |  |
|  |             |                       |             |             |             |  |  |              |                       |                       |              |              |  |
|  |             |                       |             |             |             |  |  | 1            | Laura Pous Tió        | Laura Pous Tió        | 6            | 6            |  |
|  | WC          | Blanca Puig Caballero | 3           | 6           | 6           |  |  | WC           | Blanca Puig Caballero | Blanca Puig Caballero | 0            | 2            |  |
|  | 12/WC       | Amanda Andrade Silva  | 6           | 2           | 0           |  |  |              |                       |                       |              |              |  |

### Sezione 2
|  | Ultimo turno |              |              |   |   |  |
|  |              |              |              |   |   |  |
|  | 2            | Cindy Burger | Cindy Burger | 6 | 7 |  |
|  | 7            | Elena Bogdan | Elena Bogdan | 1 | 5 |  |

### Sezione 3
|  | Ultimo turno |                       |   |   |    |  |
|  |              |                       |   |   |    |  |
|  | 3            | Anastasija Pivovarova | 6 | 2 | 7  |  |
|  | 9            | Laura Pigossi         | 2 | 6 | 64 |  |

### Sezione 4
|  | Ultimo turno |                 |                 |   |   |  |
|  |              |                 |                 |   |   |  |
|  | 4            | Quirine Lemoine | Quirine Lemoine | 6 | 6 |  |
|  | 8            | Gaia Sanesi     | Gaia Sanesi     | 1 | 2 |  |

### Sezione 5
|  | Ultimo turno |                 |                 |   |    |  |
|  |              |                 |                 |   |    |  |
|  | 5            | Susanne Celik   | Susanne Celik   | 6 | 7  |  |
|  | 10           | Nicole Melichar | Nicole Melichar | 4 | 63 |  |

### Sezione 6
|  | Primo turno | Primo turno            | Primo turno            | Primo turno | Primo turno |  |  | Ultimo turno | Ultimo turno           | Ultimo turno | Ultimo turno | Ultimo turno |  |
|  |             |                        |                        |             |             |  |  |              |                        |              |              |              |  |
|  |             |                        |                        |             |             |  |  |              |                        |              |              |              |  |
|  |             |                        |                        |             |             |  |  | 6            | Andrea Gámiz           | 6            | 1            | 6            |  |
|  | WC          | Erika Drozd Pereira    | Erika Drozd Pereira    | 2           | 0           |  |  | 11/WC        | Ingrid Gamarra Martins | 4            | 6            | 3            |  |
|  | 11/WC       | Ingrid Gamarra Martins | Ingrid Gamarra Martins | 6           | 6           |  |  |              |                        |              |              |              |  |